# 820

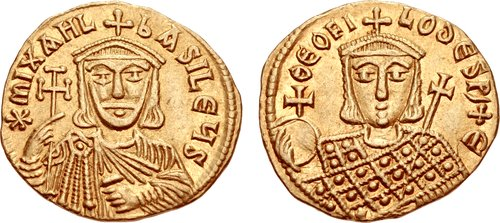
Keizer Michaël II en zijn zoon Theophilos

Het jaar 820 is het 20e jaar in de 9e eeuw volgens de christelijke jaartelling.

## Gebeurtenissen

### Byzantijnse Rijk
- 25 december - Keizer Leo V ("de Armeniër") wordt na een regeerperiode van 7 jaar na een samenzwering vermoord in de Hagia Sophia in Constantinopel. Hij wordt opgevolgd door zijn vroegere wapenbroeder Michaël die de Byzantijnse troon bestijgt als Michaël II. Leo's familie (met inbegrip van zijn moeder en vier zonen) wordt verbannen naar kloosters op de Prinseneilanden.

### Europa
- De Vikingen voeren een rooftocht langs de kust van Ierland en vestigen zich op het eiland Man. Na mislukte aanvallen in Vlaanderen en bij de monding van de Seine, plunderen Vikingen het gebied in het prinsbisdom Luik.
- Aznar I, graaf van Aragón, wordt afgezet en verdreven. Hij krijgt in ruil voor zijn trouw aan de Frankische vorsten de graafschappen Urgell en Cerdanya toegewezen.
- Bernhard van Septimanië, zoon van Willem met de Hoorn, wordt door keizer Lodewijk I ("de Vrome") benoemd tot graaf van Barcelona (huidige Spanje).

### China
- 14 februari - Keizer Xian Zong overlijdt door vergiftiging na een regeerperiode van 15 jaar. Hij wordt opgevolgd door zijn zoon Mu Zong die als heerser van de Tang-dynastie de troon bestijgt van het Chinese Keizerrijk.

## Religie
- In de abdij van Sankt Gallen (huidige Zwitserland) wordt een gedetailleerde plattegrond gemaakt van de benedictijner abdij, inclusief kruidentuin. Het kloosterplan van Sankt Gallen wordt echter nooit geheel uitgevoerd. Dit is de oudst bewaard gebleven bouwtekening.
- Rampertus, bisschop van Brescia, laat een bronzen haan gieten en op de toren van de kerk San Faustino Maggiore plaatsen. (waarschijnlijke datum)
- Eerste schriftelijke vermeldingen van de gouw Drenthe (pago Treanth) en Drongen (huidige België).

## Geboren
- Álmos, legeraanvoerder van de Magyaren (waarschijnlijke datum)
- Ashot I, koning van Armenië (waarschijnlijke datum)
- Hendrik van Babenberg, Frankisch markgraaf (waarschijnlijke datum)
- Hostivít, hertog van Bohemen (overleden 870)
- Nicolaas I, paus van de Katholieke Kerk (overleden 867)
- Photios I, patriarch van Constantinopel (overleden 891)
- Ranulf I, Frankisch graaf (waarschijnlijke datum)
- Rhodri de Grote, koning van Gwynedd (waarschijnlijke datum)
- Robert de Sterke, Frankisch graaf (waarschijnlijke datum)

## Overleden
- 14 februari - Xian Zong (42), keizer van het Chinese Keizerrijk
- 25 december - Leo V, keizer van het Byzantijnse Rijk
- Adi Shankara, Indisch hindoe-filosoof (waarschijnlijke datum)
- Borrell van Osona, Frankisch graaf (waarschijnlijke datum)
- Vojen, hertog van Bohemen (waarschijnlijke datum)